# Anete Melece
Anete Melece, född 1983 i Lettland, är en lettisk animatör och illustratör, som bor i Schweiz.

## Karriär
Anete Melece tog examen från Lettlands konstakademi 2007 med en kandidatexamen i visuell kommunikation och tog sin examen 2012 från Hochschule Luzern (HSLU), i design och konst, och en master i animering.
Hennes animerade film The Kiosk tecknad med filtpennor belönades med Swiss Film Prize/Best Animated Film 2014. Filmen visades och prisbelönades på många filmfestivaler runt om i världen. 2019 publicerade hon den rörande berättelsen om kioskkvinnan Olga på Atlantis Verlag (Hürlimann) som barnbok, med Melece som författare och illustratör. Barnboken var också tillgänglig på engelska från Geko Press och publicerad på lettiska av Liels un Mazs. Hon illustrerar också barnböcker av olika lettiska författare för förlaget Liels un Mazs.
Anete Meleces animerade film Analysis Paralysis berättar historien om den ensamma Anton, som inte kan bestämma sig, och hans möte med en arg trädgårdsmästare i en park. Precis som i The Kiosk lyckas Melece berätta en faktiskt vemodig historia på ett humoristiskt sätt. Melece bor med sin familj i Zürich.

## Filmografi (urval)
- 2016 Analysis Paralysis
- 2013 Kiosk
- 2008 Five Moving Paintings
- 2007 Vilma Doesn’t Work Today

## Barnböcker (urval)
- Der Kiosk, Atlantis Verlag, Zürich 2019, ISBN 9783715207810
- The Kiosk, Gecko Press, Wellington, Nya Zeeland 2020, ISBN 1776572998.
- Hallo, Walfisch! von Gundars Lauris, Illustration Anete Melece, Verlag Baobab, Basel 2018, ISBN 978-3-905804-87-4

## Utmärkelser (urval)
- 2017 Publikumspreis, Solothurner Filmtage, Solothurn, Analysis Paralysis[7]
- 2017 Nomination Schweizer Filmpreis/Bester Animationsfilm, Analysis Paralysis[7]
- 2016 Grosser Preis, Encounters Short Film and Animation Festival, Bristol, Analysis Paralysis[7]
- 2016 Schweizer Publikumspreis, Fantoche, Internationales Festival für Animationsfilm, Baden, Analysis Paralysis[7]
- 2016 Schweizer High Risk Preis, Fantoche, Internationales Festival für Animationsfilm, Baden, Analysis Paralysis[7]
- 2014 Schweizer Filmpreis/Bester Animationsfilm, Kiosk[8]
- 2014 Sawczynski Publikumspreis, Tricky Women/Tricky Realities, Kiosk[8]
- 2013 Special Mention, Shorts Mexico, Kiosk[8]